# Tomáš Glaser
Tomáš Glaser (7. března 1923, Velim – 27. září 1945 Hawkinge) byl stíhací pilot britského královského letectva Royal Air Force (RAF). Zemřel krátce po skončení 2. světové války při letecké nehodě jako poslední československý letec. 

## Život
Tomáš Glaser pocházel z rodiny majitele velimské továrny na cukrovinky Rudolfa Glasera. Kvůli židovskému původu emigroval do Velké Británie, kde se zapojil do boje proti nacismu jako stíhací pilot 1. peruti Royal Air Force (RAF). Se svou skvadronou střežil oblast Severního moře, Holandska a Belgie, ale doprovázel i vzdušnou eskortu krále Jiřího VI. Dosáhl hodnosti nadporučíka. Zemřel krátce po konci války při havárii letounu Spitfire F Mk.21 LA303 na letecké základně Hawkinge. Jméno Tomáše Glasera je připomínáno na Panelu 2. Golders Green Crematoria v Londýně a na kenotafu rodiny Glaserů na pražském židovském hřbitově (přibližné souřadnice N50°4'49.22'' E14°28'51.71''). Na jaře 2025 byla umístěna pamětní cedule Tomáše Glasera v místě bývalé čokoládovny.

### Litertatura
- Jiří Rajlich, Na nebi hrdého Albionu, část 7, str. 309